# 阿洛伊絲
阿洛伊絲（Alloise；1984年10月19日—），本名阿拉·葉夫亨尼芙娜·莫斯科夫卡（烏克蘭語：Алла Євгенівна Московка），烏克蘭女歌手。

## 生平

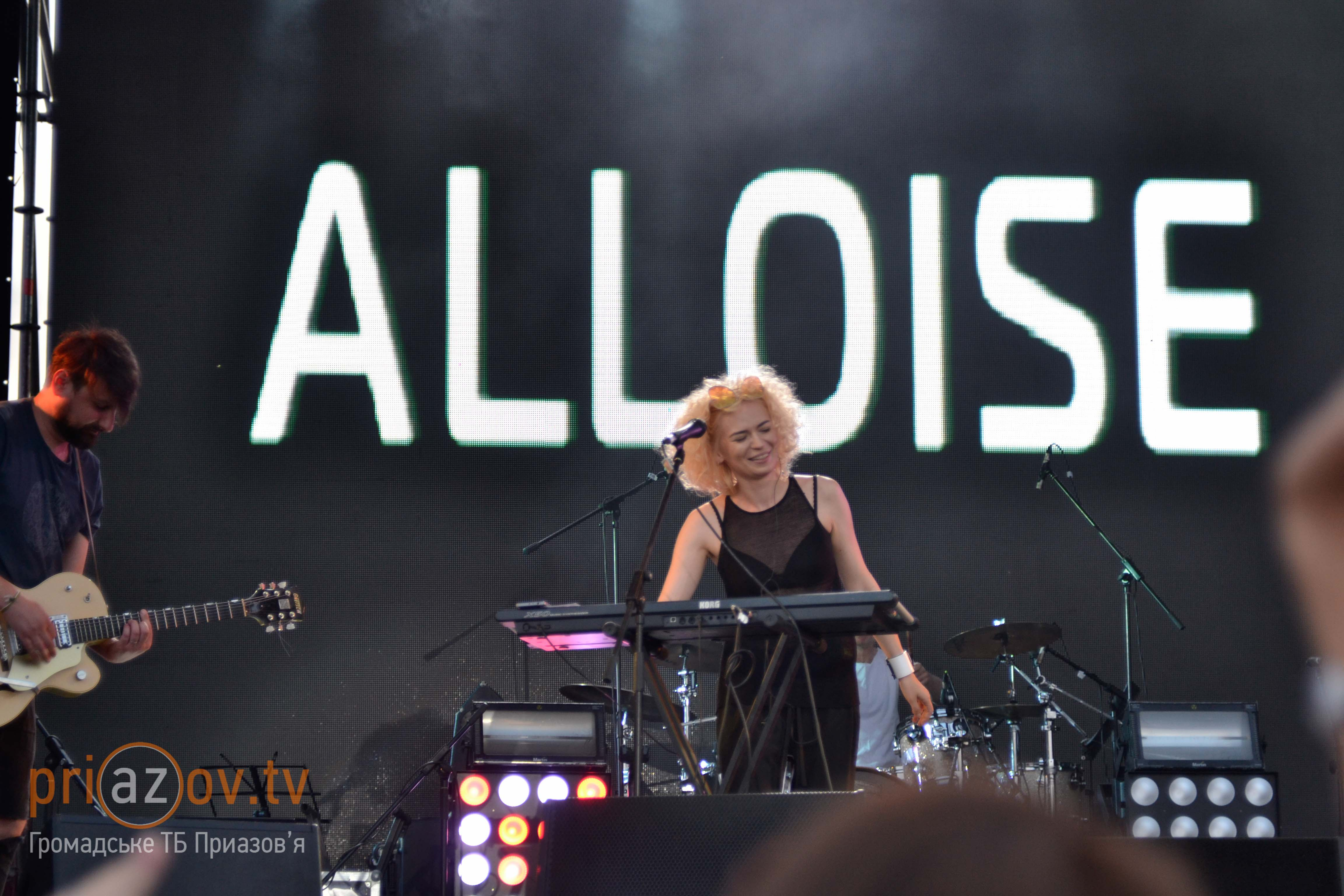
阿洛伊絲的表演，攝於2017年馬里烏波爾的MRPL City音樂節

阿洛伊絲於1984年生於烏克蘭波尔塔瓦，曾為Tomato Jaws與Gorchitza等樂團的成員，2012年開始單飛發展，參加當年的MTV歐洲音樂大獎獲當年的最佳烏克蘭藝人獎。隔年阿洛伊絲發行了首張專輯「Bygone」，並首次獲烏克蘭YUNA音樂獎提名。
2016年，阿洛伊絲參加歐洲歌唱大賽烏克蘭國家選拔賽，以「王冠」一曲挺進準決賽，並於數週後發行了第二張專輯「Episodes」。
2020年，阿洛伊絲發行了第三張專輯「Bare Nerve」，回到音樂舞台，該專輯也獲提名烏克蘭YUNA音樂獎。同年她與烏克蘭裔葡萄牙詩人Mogni Rarchi合作展開名為「VCHASNO」的音樂合作計畫，為後者的詩作譜曲。

## 作品
Gorchitza樂團作品
- Highlights（2008）
- It's You（2011）

個人作品
- Bygone（2013）
- Episodes（2016）
- Bare Nerve（2020）

## 外部連結
- 阿洛伊絲的Discogs页面 （英文）
- 阿洛伊絲在互联网电影资料库（IMDb）上的資料（英文）